# سائمی
سائمی (انگلیسی: Caemi) شرکت لجستیک برزیلی است، که در سال ۱۹۴۲ تأسیس شد.